# Хайчін Юрій Дмитрович
Ю́рій Дми́трович Ха́йчін (7 вересня 1958 — 1 листопада 2005) — український та російський журналіст, бізнесмен, видавець, видатний діяч ЩДК- і КВН-івського руху, організатор і член журі численних фестивалів інтелектуальних ігор, автор ряду книг, присвячених інтелектуальному дозвіллю. Головний редактор газети-журналу «Гра», член правління Міжнародної Асоціації Клубів «Що? Де? Коли?». Засновник і керівник клубу знавців «Донбас» при КСКЦ концерну «Стирол», гравець команди знавців «Стирол» (Горлівка), що стала десятиразовим чемпіоном телевізійної серії ігор «Брейн-ринг».

## Біографія
- 7 вересня 1958 — народився в місті Горлівка (Україна)
- За освітою — адвокат
- Працював модельником модельного цеху машзаводу ім. Кірова, адвокатом, журналістом газети «Вечірня Горлівка»
- 1986—1999 — організатор турнірів інтелектуальних ігор у Горлівці
- 1986—2000 — засновник і керівник клубу знавців «Донбас» при КСКЦ ВАТ «Концерн» „Стирол“» (Горлівка)
- 1988 — організував поїздку Горлівської команди знавців на відбірковий тур телевізійної гри «Що? Де? Коли?»
- 1989 — обраний членом правління Міжнародної асоціації клубів (МАК) на I конгресі МАК у Маріуполі.
- 1989—2005 — був членом правління Міжнародної асоціації клубів (МАК)
- 1990—1999 — керівник і гравець команди «Стирол» (Горлівка)
- 1991—2005 — засновник і головний редактор газети-журналу «Гра», що поширювалася в 224 містах 20 країн світу
- 1992—1994 — засновник і організатор міжнародного дитячого фестивалю «Шоколадна казка» (Горлівка)
- 1994—1998 — засновник і організатор телевізійної ігрової програми «Ігроклуб „Шоколадна казка“» (обласне телебачення, Донецьк)
- 1997—1998 — у видавництві «Сталкер» (Донецьк) вийшла серія «Для розумних і веселих», що складається з 3 книг.
- 1998 — газета «Гра» удостоєна малого «Золотого Остапа» (нагорода, заснована Російською академією гумору) в номінації «За гумор у пресі»
- 2000 — організатор турнірів інтелектуальних ігор «Золотий Скіф-2000» (Донецьк), Кубок Чемпіонів-Майкрософт-2000 (Київ). У видавництві «ФАИР-ПРЕС» (Москва) вийшла книга «Твоя гра»
- 2000—2005 — директор продюсерського центру «Гра-сервіс», зайнятого організацією фестивалів інтелектуальних ігор
- 2001 — організатор I відкритого експериментального чемпіонату СНД зі «Що? Де? Коли?», Фестивалю інтелектуальних ігор «Прорив в XXI століття» (Київ)
- 2002 — організатор Відкритого Кубка СНД зі «Що? Де? Коли?»
- 2003 — організатор КИО-2003 — Червоноармійській Інтелектуальної Олімпіади (Красноармійськ). У видавництві «Сталкер» (Донецьк) вийшла «Велика енциклопедія знавців».
- 7 листопада 2005 — потрапив в автокатастрофу під містом Судогда. Того ж дня помер у лікарні від отриманих ран.

## Журналістська і видавнича діяльність
Юрій Хайчін був творцем газети «Гра», що видається ним протягом 15 років. З-під його пера вийшла книга «Твоя гра», присвячена телепередачам, що працюють в жанрі інтелектуальних ігор, а також серія книг «Для розумних і веселих», присвячена іграм «Що? Де? Коли?» та «КВН».

### Книги
1. 1997 — Настільна книга розумних і веселих. — Донецьк, «Сталкер».
2. 1998 — Головна книга розумних і веселих. — Донецьк, «Сталкер».
3. 1998 — Улюблена книга розумних і веселих. — Донецьк, «Сталкер».
4. 2000 — твоя гра. — Москва, ФАИР-ПРЕСС. ISBN 5-8183-0221-0. Серія «Чорний ворон».
5. 2003 — Велика енциклопедія знавців. — Донецьк, «Сталкер».

### Публікації
1. Скіфські ігри [Архівовано 7 вересня 2014 у Wayback Machine.]. — «Дике поле» (Донецьк), 2002, № 2.
2. Фестивальні відчуття від редактора-2 (інтерв'ю з М. Марфіним). — «АМІК.РУ» (Москва), 16 лютого 2003.
3. Ще раз про прем'єру «Прем'єр-Ліги»! — «АМІК.РУ» (Москва), 13 квітня 2003.
4. Увага! Московська студентська ліга КВН! — «АМІК.РУ» (Москва), 15 квітня 2003.
5. Фестиваль КВК в Одесі. — «АМІК.РУ» (Москва), 24 грудня 2004.
6. ЩДК по-марафонський. — «Марафон-2007» (Одеса), 20 жовтня 2005.

## Ігрова та організаторська діяльність

### Організатор клубів і команд знавців
- 1986—2000 — клуб знавців «Донбас» при КСКЦ ВАТ «Концерн „Стирол“» (Горлівка)
- 1990—1999 — команда «Стирол» (Горлівка)

### Організатор турнірів і фестивалів
- 1986—1999 — турніри інтелектуальних ігор (Горлівка)
- 1992—1994 — міжнародний дитячий фестиваль «Шоколадна казка» (Горлівка)
- 1994—1998 — телевізійна ігрова програма «Ігроклуб „Шоколадна казка“» (обласне телебачення, Донецьк)
- 2000 — турнір інтелектуальних ігор «Золотий Скіф-2000» (Донецьк)
- 2000 — Кубок Чемпіонів-Майкрософт-2000 (Київ)
- 2001 — I відкритий експериментальний чемпіонат СНД зі «Що? Де? Коли?»
- 2001 — фестиваль інтелектуальних ігор «Прорив в XXI століття» (Київ)
- 2002 — Відкритий Кубок СНД зі «Що? Де? Коли?»
- 2003 — КИО-2003 — Червоноармійська Інтелектуальна Олімпіада (Червоноармійськ)

## Звання та нагороди
- Десятиразовий чемпіон телевізійного «Брейн-рингу» в складі команди «Стирол» (Горлівка)
- Чемпіон і володар Кубка України зі спортивного «Що? Де? Коли?»
- Кавалер малого «Золотого Остапа» (нагороди, заснованої Російською академією гумору) в номінації «За гумор в пресі» (як редактора газети «Гра»)
- Лауреат Премії імені Володимира Ворошилова за внесок у розвиток руху ЩДК (2006, посмертно)

## Меморіал
- З поваги до заслуг Юрія Хайчіна як творця руху, за ним навічно закріплена посада голови оргкомітету турнірів «Всесвітнього руху інтелекту» (посади заступника оргкомітету займають Костянтин Кноп та Дмитро Дурач).
- 2006 року Юрій Хайчін був посмертно нагороджений Премією імені В. Ворошилова за внесок у розвиток руху ЩДК.

## Факти
- Юрій Хайчін є засновником Світового Дня інтелекту — свята, що відзначається в останню неділю травня любителями інтелектуальних розваг. В останні роки в цей день проводиться фінальний турнір в серії «Всесвітній рух інтелекту».
- Будучи любителем каламбурів і словесних головоломок, свої статті в журналах і на сайтах, присвячених інтелектуальних ігор, Юрій Хайчін часто підписував на китайський манер: «Ю-Хай-Чин».
- Юрій Хайчін є автором багатьох афоризмів і каламбурів. Серед них — фраза, що регулярно публікується в «підвалі» редакційної колонки газети «Гра»: «Рукописи не повертаються, не рецензуються і не горять».